# Forza Motorsport 3
『Forza Motorsport 3』（フォルツァ モータースポーツ 3）はマイクロソフトから発売されているXbox 360用レーシングシミュレータゲーム。Forza 3と略される。Xbox 360 で発売された Forza Motorsport 2の続編。

## 概要
国内外50以上の自動車メーカーから400車種以上が登場するほか、100種類以上のサーキットやストリートコースが収録される。前作と比べ、ポリゴン数が10倍に向上した。また、すべての車種にコックピットビューが搭載される。物理演算に関しては、『Forza 2』までのダメージ表現に横転処理が追加された。
収録車種及びコースの増加などに伴い、ディスク1枚では収まらなくなってしまったため、一部の車などを2枚目のディスクに追加データとして収録し、ゲーム開始時にハードディスクにインストールする形となっている。またこの他に、架空コース2つやクラシックカー10台を追加するDLCカードが同梱されているが、このDLCに収録されたアイテムは2010年3月に各400マイクロソフトポイント（MSP）で一般配信が開始された（車10台のパックと2つのコースの計3アイテムを個別に購入という形となっている）。
限定版ではこの他に、10種類の車を追加(元の収録車種の別ペイント版5種類と、新規車種5種類の計10種類。新規車種5種類のみのバージョン「VIPカーパック」は2010年3月に800MSPでの一般配信が開始され、2010年3月分の売り上げの一部が大地震の被害を受けたハイチに対する支援のために寄付された)するコードが記載されたDLCカードと、特製のUSBメモリ及びキーホルダーが同梱されている。この他ダッシュボード用のプレミアムテーマも用意されていたが、同梱のコードではテーマをダウンロードできず別途Webマーケットプレースからダウンロードの予約を入れて本体にダウンロードする形となった。また限定版特典のコードの利用もしくはVIPカーパックの購入により、不定期にTurn10からペイントの施された車がギフトとして送られてくることがある。
この他、店舗によっては、購入特典として限定版とは別のスペシャルペイントカーのDLCコードが配布された。アメリカではショップによって異なる5種類が用意され、他の地域でもAudi R8 5.2 FSI quattroのスペシャルペイントが用意されている。
また、イギリスの自動車番組『トップ・ギア』との間で長期的パートナーシップを組んでいて、様々な企画をおこなっている。2010年に発売された『Forza Motorsport 3 Ultimate Edition』では、それまでに配信されたダウンロードコンテンツのうちVIPカーパックを除くカーパック9個および3コースを収録する他に、『トップ・ギア』のスペシャル映像や特典カーパック&プレミアムテーマのコードを同梱している。

### 『Forza Motorsport 2』との相違点
収録車種の変更やコースの追加以外の相違点は以下の通り。
- 『2』ではプロダクションカーとレースカーが別の系列としてクラス分けされていたのに対し、『3』ではSの上がR3となることで、特に性能の高い車がレースカーと同列の形でイベントに参加することになった。
- 『2』ではレースカーにはアップグレード項目が存在しなかったが、『3』ではレースカーも全般的にホイール交換が可能となった。またエンジンについても排気量アップもしくはリストリクター取り外しが可能となっている。
- 『2』ではタイヤについてはどのメーカーの車でも全社のタイヤが使用可能だったが、『3』では他のパーツと同様、車のメーカーごとに固定となった。
- 一部アップグレードが『2』と比べて細分化されている。『2』の吸気系がエアフィルターとインテークマニホールド及びスロットルボディの2つに分割された、など。
- ターボやスーパーチャージャーの搭載は、『3』では吸気系の換装として別カテゴリとなった。ただし換装パーツの交換自体はエンジンのアップグレード項目に入る。
- レースカーにもペイントが可能となった。
- バイナルグループ作成のためのキャンバスが用意され、画面のほぼ全面を使ってのバイナル作成が可能となった（『2』では、一部の広いルーフを持つ車両をキャンバス代わりにするしかなかった）。また、複数バイナルのグループ化、スライダを使っての自由な混色など機能面でも充実が図られている。
- ペイント車の販売が、ペイント済の車をオークションで競売するだけでなく、全面デザインとしての販売も可能となった。またより小規模なバイナルグループとしての販売も可能となっている。
- ホーム地域や車の購入制限が無くなり、最初から全ての車を購入可能となっている。また『2』ではキャリアのイベントで勝利することで贈呈される車があったが、『3』にはこれも存在しない。ドライバーレベルは『2』から引き続き存在するが、車贈呈のタイミングは『2』では5レベル毎だったのに対し『3』ではレベルアップ毎となっている。
- ドライバーレベルやカーレベルの基準となる経験値が、『2』では獲得賞金の累計だったため難易度設定によるボーナスの影響を受けていたのに対し、『3』では難易度設定によるボーナスを考慮しない形となっている。またカーレベルの算定基準となる経験値が全車で共通となっている。
- 難易度設定によるボーナスの割合が、『2』では標準的な設定を基準として-25%～+50%だったのに対し、『3』では全てのアシストを最大限にかけた状態を基準として0%～+100%となっている。
- アシストの項目が一部変更され、カーブの手前で自動的にブレーキがかかりカーブを曲がれる速度まで減速する「オートブレーキ」や、レース時にトラブルが起きた際にその前まで巻き戻せる「リワインド機能」、クラッチ付きのマニュアルトランスミッションが追加された。他にABS、STM、TCS、マニュアル・オートマチックの選択、燃料消費やタイヤの摩擦の設定が可能。
- クラッシュ時に車体が横転する機能が実装された。

## ゲームモード
サーキットレース以外に、オーバルやドラッグレース、ドリフトモード、タイムアタックモードなどが用意される。
またカジュアルゲーマー向けにオートブレーキや最適ラインの表示、オートチューニング、レース中に時間を巻き戻せるリワインド機能を搭載、リワインド機能は難易度やレースのグレードに関わらず、何度でも利用できる。
ランキングについてはクラス及びコース別のラップタイムと、駆動形式及びコース別のドリフトポイントの物が用意されている。また、レース中に接触やコースアウトをしたりリワインドを使用したりした記録はこれらを行っていない記録とは別に集計され、行っていないスコアより下位のスコアとして記録される。

### レースのカテゴリ
- テスト - 練習用コースでのレース。地域別および駆動形式別の他、ドア数別のイベントが用意されている。
- アマチュア - 地域別及び駆動形式別の上位イベントの他、ボディタイプやエンジンの種類別が存在する。
- メーカー - 前作の「メーカーのクラブレース」及び「ライバル車種レース」に相当。
- セミプロ - 前作の同名カテゴリである馬力制限の他に、クラス&地域別のイベントが追加された。なお馬力制限レースは『2』と違いクラスも規定されている。
- プロフェッショナル - 前作の「ファクトリースペックレース」の他、レースカーによるタイプ別イベント、クラス限定レースが属する。
- スピードウェイ - クラス別のオーバルコース周回レース。
- ドラッグレース - 馬力と駆動形式を限定したドラッグレーストーナメント。
- クローズドコース - ロングコースを使用したクラス限定イベント。1/4ずつ使用したポイントトゥポイントのトーナメントレースと、1周勝負のラップレースイベントがある。
- 耐久レース - 前作と同じくクラス別の長距離レース。
- チャンピオンシップ - クラス別イベント。シーズンプレイでは他のイベントを1つ進める毎にこのカテゴリのレースが1つ入る形となっている。

## 収録コース

### 実在サーキット

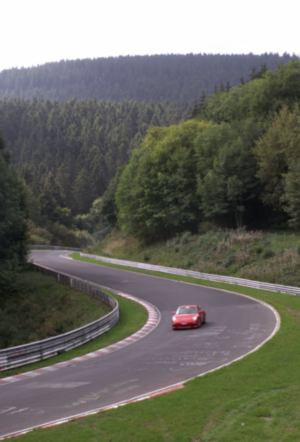
ニュルブルクリンク・北コース

ツインリンクもてぎのスーパースピードウェイとロードコース

- カタルニア・サーキット(Circuit de Catalunya)
- サルテ・サーキット(Le Mans Circuit de la Sarthe) - 現行レイアウトの他、ロングストレート(ユノディエール)にシケインのない「Old Mulsanne Circuit」とブガッティ・サーキットを収録。
- ラグナ・セカ(Mazda Raceway Laguna Seca)
- ムジェロ・サーキット(Mugello Autodromo Internazionale)
- ニュルブルクリンク北コース(Nurburgring Nordschleife)
- ロード・アメリカ(Road America)
- ロード・アトランタ(Road Atlanta)
- セブリング・インターナショナル・レースウェイ(Sebring International Raceway)
- シルバーストン・サーキット(Silverstone Racing Circuit)
- 鈴鹿サーキット(Suzuka Circuit)
- 筑波サーキット(Tsukuba Circuit)
- ツインリンクもてぎ(Twin Ring Motegi)
- ニュルブルクリンク南コース(Nurburgring GP Circuit) - 2010年2月のダウンロードコンテンツで追加。北コースとの連結コースはない。

### オリジナルサーキット
- 富士見街道(Fujimi Kaido) - 『1』のコースのリファイン。今作では『頭文字D』の秋名などの峠道をリスペクトしている箇所がある。
- Maple Valley Raceway - 前作からのサーキット。
- Sunset Peninsula Raceway - 前作からのサーキット。Speedwayコースは前作のNissan Speedway。
- New York Circuit - タイムズスクエアをモデルとしたサーキット。前作からのレイアウトの他、障害物が設置されシケインができたテクニカルコースが追加されている。
- Sedona Raceway Park - アメリカ合衆国アリゾナ州セドナをモデルとした架空サーキット。
- Camino Viejo de Montserrat - スペインのモンセラートをモデルとした架空コース。レイアウトの1つ「Extreme Circuit」は、隣接する以下の2コースを含む巨大コースとなっている。
  - Iberian International Circuit - Camino Viejo de Montserratに隣接するサーキット。外観面ではもっとも普通のサーキットに近い。
  - Ladera Test Track - Camino Viejo de Montserratに隣接するサーキット。路外が赤やオレンジに塗装されているところが多い。
- Rally di Positano - イタリアのアマルフィをモデルとした長大な架空コース。
  - Amalfi Coast - Rally di Positanoのショートレイアウトコース。
- Benchmark High Speed Ring - ソフト同梱のDLCコード、もしくはマーケットプレースからダウンロードして使用できるようになる。アメリカ合衆国カリフォルニア州にあるエルトロ海兵隊航空基地(現在は閉鎖)がモデル。
- Sidewinder Proving Grounds - 前作のTest Trackにあたるコース。ソフト同梱のDLCコード、もしくはマーケットプレースからダウンロードして使用できるようになる。

## 収録メーカー
| - AMC - アルファロメオ - アストンマーティン - アキュラ - アウディ - ベントレー - BMW - キャデラック - シボレー - デロリアン - デ・トマソ - ダッジ - フェラーリ - フォード - ホンダ | - インフィニティ - ジャガー - ケーニグセグ - ランチア - ランドローバー - ランボルギーニ - ロータス・カーズ - マセラティ - マクラーレン・オートモーティブ - メルセデスAMG - メルセデス・ベンツ - ミニ - 三菱 - 日産 - パガーニ | - プジョー - ポルシェ - ルノー - サーブ - シェルビー・アメリカン - サリーン - セアト - スバル - Top Secret - トヨタ - TVR - ボクスホール - ボルボ - フォルクスワーゲン - Wiesmann |

### ユニコーンカー
- 1969 Chevrolet Camaro SS Coupe
- 2002 Mazda RX-7 Spirit R Type-A
- 2006 Subaru Impreza S204

## 特別版
- 2010年11月11日、配信されたDLCが全て含まれたUltimate Editionが発売された[7]。
- 収録されたものの他に幾つかの車両やBBCの人気番組、トップ・ギアとのコラボレーションによるカーパックやムービーのコンテンツがマーケットプイスからダウンロードが可能(現在は取扱いされていない)[8]。